# Keiji Ishizuka
Keiji Ishizuka (石塚 啓次 Ishizuka Keiji?), född 26 augusti 1974 i Kyoto prefektur, är en japansk före detta fotbollsspelare.
Ishizuka började sin karriär 1993 i Verdy Kawasaki (Tokyo Verdy). 1997 blev han utlånad till Consadole Sapporo. 2003 flyttade han till Kawasaki Frontale. Efter Kawasaki Frontale spelade han för Nagoya Grampus Eight. Han avslutade karriären 2003. Med Verdy Kawasaki vann han japanska ligan 1993, 1994, japanska ligacupen 1993, 1994 och japanska cupen 1996.